# Роге
Ро́ге (ест. Rohe küla) — село в Естонії, у волості Йиґева повіту Йиґевамаа.

## Населення
Чисельність населення на 31 грудня 2011 року становила 13 осіб.